# دیژیتونین
دیژیتونین (به انگلیسی: Digitonin) یک ترکیب شیمیایی با شناسه پاب‌کم ۲۵۴۴۴ است. و جرم مولی آن 1229.3 g/mol می‌باشد.